# Editio castigata
Editio castigata lub editio castrata - takie wydanie tekstu, które zostało okrojone i ocenzurowane ze względów politycznych, religijnych, obyczajowych itp. Wydanie, w którym pewne fragmenty opuszczono ze względu na potrzeby konkretnej edycji i konkretnego czytelnika, zwie się editio purificata.